# Kashmir (canção)
"Kashmir" é considerada uma das canções mais bem sucedidas do Led Zeppelin, do álbum Physical Graffiti, e todos os quatro membros do grupo concordaram que esta foi uma de suas melhores realizações musicais. John Paul Jones sugeriu apresentar todos os elementos que compuseram o som de Led Zeppelin, e Robert Plant a menciona como sua canção favorita. Segundo as informações recebidas, isso foi em parte devido ao antigo aborrecimento de Plant em ter que explicar letras de músicas, como a de "Stairway to Heaven". Em entrevista à revista Rolling Stone em 1988, Plant diz que "Kashmir" é "a canção definitiva do Led Zeppelin". Igualmente disse, em um documentário em áudio, que amou a canção não somente por sua intensidade, mas também por não ser considerada heavy metal, rótulo que ninguém da banda gostava.[carece de fontes?]
Plant escreveu a letra em 1973 quando se encontrava no deserto do Saara em Marrocos, embora Kashmir seja o nome de uma região conflituosa na parte mais ao norte do sub-continente indiano, cujo território foi muito disputado entre China, Índia e Paquistão durante cerca de um milênio e hoje possui áreas ainda problemáticas governadas pelos três países. O primeiro título esboçado por Plant foi "Driving to Kashmir".[carece de fontes?]
Esteve presente na lista das 500 melhores canções de todos os tempos da revista Rolling Stone.